# 트럭 스톱 우먼
트럭 스톱 우먼(Truck Stop Women)은 미국에서 제작된 마크 L. 레스터 감독의 1974년 액션, 드라마, 범죄 영화이다. 클로디아 제닝스 등이 주연으로 출연하였고 마크 L. 레스터 등이 제작에 참여하였다.

## 출연

### 주연
- 클로디아 제닝스
- 리우 드레슬러
- 존 마티노

### 조연
- 폴 카
- 데니스 핌플
- 돌로레스 돈
- 렌 레저
- 스피드 스턴즈